# تال اجوکیشن
تال اجوکیشن (انگلیسی: TAL Education) شرکت آموزش چینی است، که در سال ۲۰۰۳ توسط ژانگ بانگشین تأسیس شد.